# Säsong 4 av RuPauls dragrace
Säsong 4 av RuPauls dragrace hade premiär 20 januari 2012. Vinnaren av säsong fyra får vara ansiktet utåt för Logos Dragraceturné sponsrad av Absolut Vodka, vinner en skräddarsydd semesterresa, en livstids förbrukning av NYX Cosmetics, och en prissumma på 100 000 dollar samt titeln "America's Next Drag Superstar."
Liksom förra säsongen delar Santino Rice & Billy B (Billy Brasfield), på stolen vid panelen, eller möjligen rör det sig om att Brasfield hoppar in för Rice när vid behov. I "Reunited", det sista avsnittet av säsongen, sitter Rice och Billy B bredvid varandra i publiken. Temalåten för catwalken är liksom förra säsongen "Glamazon" från RuPauls album Glamazon.
I säsongsfinalen blev det Sharon Needles som kröntes till säsongens vinnare.

## Tävlingsdeltagare
De tretton dragdrottningarna som tävlar i att bli "America's Next Drag Superstar" i säsong fyra av RuPauls dragrace är:
(ålder och namn är den som uppgivits när tävlingen ägde rum)
| Tävlingsdeltagare | Riktigt namn         | Ålder | Vistelseort              | 1     | 2     | 3     | 4     | 5     | 6     | 7     | 8     | 9     | 10    | 11    | 14    |
| ----------------- | -------------------- | ----- | ------------------------ | ----- | ----- | ----- | ----- | ----- | ----- | ----- | ----- | ----- | ----- | ----- | ----- |
| Sharon Needles    | Aaron Coady          | 30    | Pittsburgh, Pennsylvania | VINST | HÖG   | VINST | SÄKER | HÖG   | SÄKER | HÖG   | BOTN  | VINST | LÅG   | VINST | VINST |
| Chad Michaels     | Chad Michaels        | 40    | San Diego, Kalifornien   | SÄKER | VINST | HÖG   | HÖG   | VINST | SÄKER | LÅG   | SÄKER | HÖG   | HÖG   | BOTN  | UT    |
| Phi Phi O'Hara    | Jaremi Carey         | 25    | Chicago, Illinois        | SÄKER | SÄKER | SÄKER | HÖG   | LÅG   | HÖG   | VINST | BOTN  | LÅG   | VINST | HÖG   | UT    |
| Latrice Royale    | Timothy Wilcots      | 39    | South Beach, Florida     | SÄKER | SÄKER | SÄKER | VINST | SÄKER | HÖG   | LÅG   | VINST | BOTN  | BOTN  | UT    | Z     |
| Kenya Michaels    | Omar Olivera Bonilla | 21    | Dorado, Puerto Rico      | LÅG   | SÄKER | HÖG   | LÅG   | UT    | Z     | Z     | Z     | Z     | UT    | Z     | Z     |
| DiDa Ritz         | Xavier Hairston      | 25    | Chicago, Illinois        | SÄKER | LÅG   | BOTN  | SÄKER | SÄKER | LÅG   | SÄKER | SÄKER | UT    | Z     | Z     | Z     |
| Willam            | Willam Belli         | 29    | Los Angeles, Kalifornien | SÄKER | SÄKER | SÄKER | HÖG   | HÖG   | VINST | BOTN  | DISK  | Z     | Z     | Z     | Z     |
| Jiggly Caliente   | Paulo Arabejo        | 30    | Queens, New York         | BOTN  | SÄKER | SÄKER | HÖG   | SÄKER | BOTN  | UT    | Z     | Z     | Z     | Z     | Z     |
| Milan             | Dwayne Cooper        | 36    | New York, New York       | SÄKER | HÖG   | SÄKER | BOTN  | BOTN  | UT    | Z     | Z     | Z     | Z     | Z     | Z     |
| Madame LaQueer    | Carlos Melendez      | 29    | Carolina, Puerto Rico    | SÄKER | VINST | LÅG   | UT    | Z     | Z     | Z     | Z     | Z     | Z     | Z     | Z     |
| The Princess      | Adam Biga            | 31    | Chicago, Illinois        | HÖG   | BOTN  | ELIM  | Z     | Z     | Z     | Z     | Z     | Z     | Z     | Z     | Z     |
| Lashauwn Beyond   | Jamall Jackson       | 21    | Fort Lauderdale, Florida | HÖG   | ELIM  | Z     | Z     | Z     | Z     | Z     | Z     | Z     | Z     | Z     | Z     |
| Alisa Summers     | Alex Hernandez       | 23    | Tampa, Florida           | ELIM  | Z     | Z     | Z     | Z     | Z     | Z     | Z     | Z     | Z     | Z     | Z     |

     Tävlingsdeltagaren vann RuPauls dragrace.
     Tävlingsdeltagaren kom till final.
     Tävlingsdeltagaren vann en utmaning. I första avsnittet blev vinnaren även immun mot att skickas hem följande vecka.
     Tävlingsdeltagaren var en av de bästa men vann inte utmaningen, eller var med i vinnarlaget.
     Tävlingsdeltagaren var en av de sämsta men hamnade inte på en bottenplacering.
     Tävlingsdeltagaren fick en bottenplacering (en av de två sämsta).
     Tävlingsdeltagaren åkte ut ur tävlingen.
     Tävlingsdeltagaren vann en utmaning men blev diskvalificerad från tävlingen.
     Tävlingsdeltagaren röstades fram som "Miss Congeniality" av tv-tittarna.
- Avsnitt 8 innehåller en diskvalificering av Willam, som är den första deltagare i programmets historia som diskvalificerats från tävlingen.
- Avsnitt 10 innehåller återkomsten av Kenya Michaels, som åkte ut i samma avsnitt som Carmen Carrera i säsong 3, vilket gör henne till den andra tävlingsdeltagaren i programmets historia att bli utslagen i samma säsong två gånger, i samma avsnitt som de fick komma tillbaka för en andra chans.
- I Avsnitt 11  bevittnade vi första gången som en deltagare lyckades vinna 4 huvudutmaningar före finalen (som hon vann).
- I Avsnitt 12 får vi se höjdpunkter och lågvatten från de föregående elva avsnitten.
- Vinnaren av Rupauls dragrace säsong 4 förväntades avslöjas i finalen, avsnitt 13, men som en twist i leken, annonserades vinnaren först i "RuPaul's Drag Race: Reunited," efter att domarna fått feedback från den officiella Facebooksidan och på Twitter, via #DragRace.
- Avsnitt 14: "Reunited!" var första gången i programmets historia som återträffen filmades i en teater framför livepublik.

## Gästdomare
(I alfabetisk ordning efter artistnamn och/eller efternamn)
- Pamela Anderson (skådespelerska)
- Natalie Cole (skådespelerska, pianist, sångerska och låtskrivare)
- Loretta Devine (skådespelerska)
- Elvira, Mistress of the Dark (skådespelerska och programledare)
- Jesse Tyler Ferguson (skådespelare)
- Rick Fox (basketball-spelare)
- Jennifer Love Hewitt (skådespelerska och sångerska)
- Wynonna Judd (skådespelerska sångerska)
- Regina King (skådespelerska)
- Ross Mathews (komiker och tv-personlighet)
- Rose McGowan (skådespelerska)
- Jeffrey Moran (branding- och marknadschef för Absolut Vodka)
- Max Mutchnick (tv-producent)
- Kelly Osbourne (programledare och komiker)
- Pauley Perrette (skådespelerska, sångerska, författare)
- Amber Riley (skådespelerska och sångerska)
- Mike Ruiz (fotograf)
- John Salley (professionell basketballspelare)
- Dan Savage (författare)
- Nicole Sullivan (skådespelerska, komiker, artist)
- Pam Tillis (sångare och låtskrivare)
- Jennifer Tilly (skådespelerska)